# Бердніков Олександр Якович
Олекса́ндр Я́кович Бе́рдніков (6 січня 1951) — народний депутат України 1-го скликання.

## Біографія
Народився 6 січня 1951 в місті Марганець, Дніпропетровська область, УРСР в родині службовців. Росіянин, освіта вища, Миколаївський кораблебудівельний інститут, інженер-суднобудівельник.
1969 — студент, Миколаївського кораблебудівельного інституту.
1974 — майстер ВО «Зоря».
1979 — інструктор, завідувач відділу Ленінського РК КПУ, міста Миколаїв.
1987 — заступник голови виконкому Ленінської районної ради міста Миколаїв.
1990 — голова виконкому, голова Ленінської районної ради міста Миколаїв.
Член КПРС, депутат міської ради.
Висунутий кандидатом у народні депутати трудовим колективом АТП 14862.
6 травня 1993 року обраний народним депутатом України, (2-й тур — 60.9 %, 4 претенденти).
- місто Миколаїв
- Корабельний виборчий округ № 284
- Дата прийняття депутатських повноважень: 18 травня 1993 року.
- Дата припинення депутатських повноважень: 10 травня 1994 року.

Член Комісії ВР України з питань планування бюджету, фінансів і цін.
1994 — був обраний першим міським головою міста Миколаєва. За роки його керівництва було відкрито другу лінію водоводу Дніпро-Миколаїв, споруджено новий Аляудський міст, газифіковані Широка Балка, Матвіївка, Варварівка, Велика Корениха, Тернівка і Корабельний район, відкрилися філіали кількох столичних вузів та були розроблені основи муніципальної реформи.
Перебував на посаді 1994–1998 рр.
Одружений, має двох дітей.

## Засудження
У 2012 році Олександр Бердніков був заарештований за звинуваченням у розкраданні понад 2,5 млн доларів іноземних інвестицій. Ці кошти в 2008 році інвестував у розвиток сільського господарства Миколаївської області громадянин республіки Південна Корея. Бердніков їх привласнив. Суд першої інстанції у 2013 році призначив йому покарання у вигляді позбавлення волі строком до п'яти років з відстрочкою виконання вироку на два роки. Апеляційна скарга цього вироку, подана прокуратурою, була задовільнена апеляційним судом частково. Не погодившись з таким рішенням, прокурор звернувся із касаційною скаргою до Вищого спеціалізованого суду, який скасував ухвалу апеляційного суду Миколаївської області, а справу направили на новий апеляційний розгляд. Нарешті у лютому 2015 року Апеляційний суд Миколаївської області визнав Олександра Берднікова винним у розкраданні іноземних інвестицій та призначив йому вісім років позбавлення волі з конфіскацією половини майна.